# Campeonato de la LPGA
El Campeonato de la LPGA (LPGA Championship, en inglés) es un torneo anual de golf organizado por la LPGA como parte del LPGA Tour. Es uno de los cinco torneos más importantes —conocidos como majors—.

## Ganadores del Campeonato de la LPGA
| Año  | Campeón              | País           | Tanteo final | Campo                         |
| ---- | -------------------- | -------------- | ------------ | ----------------------------- |
| 2025 | Minjee Lee           | Australia      | 284 (-4)     | PGA Frisco                    |
| 2024 | Amy Yang             | Corea del Sur  | 281 (-7)     | Sahalee Country Club          |
| 2023 | Yin Ruoning          | China          | 276 (-8)     | Baltusrol Golf Club           |
| 2022 | Chun In-gee          | Corea del Sur  | 283 (-5)     | Congressional Country Club    |
| 2021 | Nelly Korda          | Estados Unidos | 269 (-19)    | Atlanta Athletic Club         |
| 2020 | Kim Sei-young        | Corea del Sur  | 266 (-14)    | Aronimink Golf Club           |
| 2019 | Hannah Green         | Australia      | 279 (-9)     | Hazeltine National Golf Club  |
| 2018 | Park Sung-hyun       | Corea del Sur  | 278 (-10)    | Kemper Lakes Golf Club        |
| 2017 | Danielle Kang        | Estados Unidos | 271 (-13)    | Olympia Fields Country Club   |
| 2016 | Brooke Henderson     | Canadá         | 278 (-6)     | Sahalee Country Club          |
| 2015 | Inbee Park (3)       | Corea del Sur  | 273 (-19)    | Westchester Country Club      |
| 2014 | Inbee Park (2)       | Corea del Sur  | 277 (-11)    | Monroe Golf Club              |
| 2013 | Inbee Park           | Corea del Sur  | 283 (-5)     | Locust Hill Country Club      |
| 2012 | Shanshan Feng        | China          | 282 (-6)     | Locust Hill Country Club      |
| 2011 | Yani Tseng (2)       | Taiwán         | 269 (-19)    | Locust Hill Country Club      |
| 2010 | Cristie Kerr         | Estados Unidos | 269 (-19)    | Locust Hill Country Club      |
| 2009 | Anna Nordqvist       | Suecia         | 273 (-15)    | Bulle Rock Golf Course        |
| 2008 | Yani Tseng           | Taiwán         | 276 (-12)PO  | Bulle Rock Golf Course        |
| 2007 | Suzann Pettersen     | Noruega        | 274 (-14)    | Bulle Rock Golf Course        |
| 2006 | Se Ri Pak (3)        | Corea del Sur  | 280 (-8)PO   | Bulle Rock Golf Course        |
| 2005 | Annika Sörenstam (3) | Suecia         | 277 (-11)    | Bulle Rock Golf Course        |
| 2004 | Annika Sörenstam (2) | Suecia         | 271 (-17)    | DuPont Country Club           |
| 2003 | Annika Sörenstam     | Suecia         | 278 (-6)PO   | DuPont Country Club           |
| 2002 | Se Ri Pak (2)        | Corea del Sur  | 279 (-5)     | DuPont Country Club           |
| 2001 | Karrie Webb          | Australia      | 270 (-14)    | DuPont Country Club           |
| 2000 | Juli Inkster (2)     | Estados Unidos | 281 (-3)PO   | DuPont Country Club           |
| 1999 | Juli Inkster         | Estados Unidos | 268 (-16)    | DuPont Country Club           |
| 1998 | Se Ri Pak            | Corea del Sur  | 273 (-11)    | DuPont Country Club           |
| 1997 | Christa Johnson      | Estados Unidos | 281 (-3)PO   | DuPont Country Club           |
| 1996 | Laura Davies (2)     | Inglaterra     | 213 (E)      | DuPont Country Club           |
| 1995 | Kelly Robbins        | Estados Unidos | 274 (-10)    | DuPont Country Club           |
| 1994 | Laura Davies         | Inglaterra     | 279 (-5)     | DuPont Country Club           |
| 1993 | Patty Sheehan (3)    | Estados Unidos | 275 (-9)     | Bethesda Country Club         |
| 1992 | Betsy King           | Estados Unidos | 267 (-17)    | Bethesda Country Club         |
| 1991 | Meg Mallon           | Estados Unidos | 274 (-10)    | Bethesda Country Club         |
| 1990 | Beth Daniel          | Estados Unidos | 280 (-4)     | Bethesda Country Club         |
| 1989 | Nancy Lopez (3)      | Estados Unidos | 274 (-14)    | Jack Nicklaus Sports Center   |
| 1988 | Sherri Turner        | Estados Unidos | 281 (-7)     | Jack Nicklaus Sports Center   |
| 1987 | Jane Geddes          | Estados Unidos | 275 (-13)    | Jack Nicklaus Sports Center   |
| 1986 | Pat Bradley          | Estados Unidos | 277 (-11)    | Jack Nicklaus Sports Center   |
| 1985 | Nancy Lopez (2)      | Estados Unidos | 275 (-15)    | Jack Nicklaus Sports Center   |
| 1984 | Patty Sheehan (2)    | Estados Unidos | 272 (-16)    | Jack Nicklaus Sports Center   |
| 1983 | Patty Sheehan        | Estados Unidos | 279 (-9)     | Jack Nicklaus Sports Center   |
| 1982 | Jan Stephenson       | Australia      | 279 (-9)     | Jack Nicklaus Sports Center   |
| 1981 | Donna Caponi (2)     | Estados Unidos | 280 (-8)     | Jack Nicklaus Sports Center   |
| 1980 | Sally Little         | Sudáfrica      | 285 (-3)     | Jack Nicklaus Sports Center   |
| 1979 | Donna Caponi         | Estados Unidos | 279 (-9)     | Jack Nicklaus Sports Center   |
| 1978 | Nancy Lopez          | Estados Unidos | 275 (-13)    | Jack Nicklaus Sports Center   |
| 1977 | Chako Higuchi        | Japón          | 279 (-9)     | Bay Tree Golf Plantation      |
| 1976 | Betty Burfeindt      | Estados Unidos | 287 (-5)     | Pine Ridge Golf Course        |
| 1975 | Kathy Whitworth (3)  | Estados Unidos | 288 (-4)     | Pine Ridge Golf Course        |
| 1974 | Sandra Haynie (2)    | Estados Unidos | 287 (-5)     | Pleasant Valley Country Club  |
| 1973 | Mary Mills (2)       | Estados Unidos | 288 (-4)     | Pleasant Valley Country Club  |
| 1972 | Kathy Ahern          | Estados Unidos | 293 (+1)     | Pleasant Valley Country Club  |
| 1971 | Kathy Whitworth (2)  | Estados Unidos | 288 (-4)     | Pleasant Valley Country Club  |
| 1970 | Shirley Englehorn    | Estados Unidos | 285 (-7)PO   | Pleasant Valley Country Club  |
| 1969 | Betsy Rawls (2)      | Estados Unidos | 293 (+1)     | Concord Golf Course           |
| 1968 | Sandra Post          | Canadá         | 294 (+2)PO   | Pleasant Valley Country Club  |
| 1967 | Kathy Whitworth      | Estados Unidos | 284 (-8)     | Pleasant Valley Country Club  |
| 1966 | Gloria Ehret         | Estados Unidos | 282 (-2)     | Stardust Country Club         |
| 1965 | Sandra Haynie        | Estados Unidos | 279 (-5)     | Stardust Country Club         |
| 1964 | Mary Mills           | Estados Unidos | 278 (-6)     | Stardust Country Club         |
| 1963 | Mickey Wright (4)    | Estados Unidos | 294 (+10)    | Stardust Country Club         |
| 1962 | Judy Kimball         | Estados Unidos | 282 (-2)     | Stardust Country Club         |
| 1961 | Mickey Wright (3)    | Estados Unidos | 287 (+3)     | Stardust Country Club         |
| 1960 | Mickey Wright (2)    | Estados Unidos | 292 (-4)     | Sheraton Hotel Country Club   |
| 1959 | Betsy Rawls          | Estados Unidos | 288 (-8)     | Sheraton Hotel Country Club   |
| 1958 | Mickey Wright        | Estados Unidos | 288 (+8)     | Churchill Valley Country Club |
| 1957 | Louise Suggs         | Estados Unidos | 285 (+5)     | Churchill Valley Country Club |
| 1956 | Marlene Hagge        | Estados Unidos | 291 (-9)PO   | Forest Lake Country Club      |
| 1955 | Beverly Hanson       | Estados Unidos | 220 (4 & 3)  | Orchard Ridge Country Club    |